# Video
 "AV" omdirigeres hertil. For andre betydninger af AV, se AV (flertydig).
Video (latin for jeg ser) er betegnelsen for den teknologi, der indspiller, redigerer, gengiver og distribuerer billede og lyd ved brug af magnetisk bånd, digitale medier eller elektroniske tegn primært for at kunne vise det på fjernsyn eller på computermonitorer.

## Beskrivelse
Ordet video, fra engelsk video af latin videre 'se', referer normalt til flere lagerformater for billede og lyd. Således digitale videoformater som DVD, Quicktime og MPEG samt analoge videoformater som VHS og Betamax. Video kan optages og gengives via forskellige fysiske enheder. Videokameraer kan optage elektriske signaler i PAL og NTSC og digitale kameraer kan optage i MPEG og DV.

## Teknik
Teknikken til ind- og afspilning af båndet består blandt andet i en opdeling af billede- og lydsignalerne. Billedsignalene er videre delt op i forskellige frekvensområder som skelner mellem sort-hvid- og farveoplysninger.
Båndet føres med en ensartet hastighed ved ind- og afspilning og trækkes af to lodrette "pigge" i en U-form rundt om en relativt stor skråtstillet og med clock-frekvensen roterende skive (videotromle) med en eller flere magnethoveder monteret i periferien af skiven. Ved hjælp af varierende elektriske signaler polariseres magnetisk følsomme partikler på båndet. Ved hurtigspolning frem og tilbage går "piggene" til udgangspositionen og båndet passerer da godt adskilt fra det roterende system.
Billedsignalet: På grund af skråtstilningen bliver lydhovedernes vej over båndet længere end ellers, og skivens rotationshastighed vil da være betydelig højere over båndet end båndets fremdriftshastighed. Derved opnår man den tilsigtede effekt at der kan lagres mere information pr. tidsenhed, det vil sige at signaler med højere frekvens kan lagres, hvilket er nødvendigt for at opnå god billedkvalitet. Omvendt afspilles videoinformationen ved at båndet passerer roterende magnethoveder. Den elektriske strøm, som da opstår, bliver så forstærket med forskellige teknikker og sendt til en monitor eller Tv-skærm.
Lydsignalet: Lydoplysningerne lagres og afspilles med separate magnethoveder på et spor parallelt på båndets yderkant og frekvensområdet bliver derved lavere. Her er princippet det samme som ved ind- og afspilning af lydkassetter. Som nævnt ovenfor kan man på lydbånd imidlertid vælge at bruge dele af bredden ad gangen således at båndet kan transporteres i begge retninger (med fordoblet spilletid) eller for at kunne adskille forskellige lydkilder i flere parallelle og derved tidsmæssigt eksakt synkroniserede spor.

## Marked
Forskellige teknikker har siden begyndelsen af 60-erne konkurreret på både forbruger- og det professionelle marked. På forbrugersiden har VHS (Video Home System) længe været det dominerende, men de forskellige typer digitale DVD-systemer har nu overtaget forbrugermarkedet. Lagringsmediet er her DVD-plader eller Blu-ray (i 4K) eller ultra HD) iuen stedet for kassetter med bånd. En af fordelene ved den digitale lagring på DVD og harddiske er kvalitet samt muligheden for at finde og - via indekseringen - flytte sig til forskellige steder på indspilningen uden spoletid.